# Chiquita Brands International

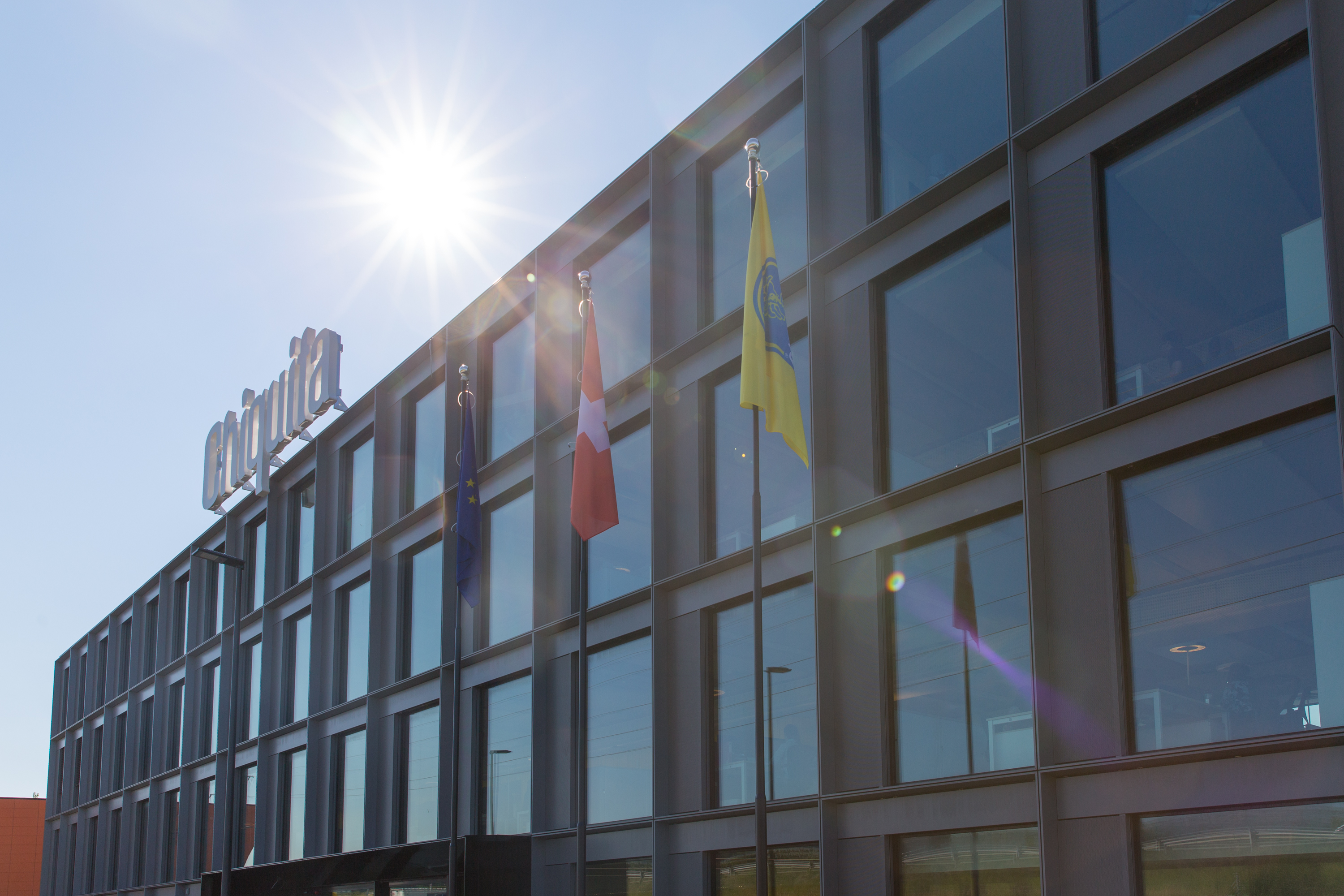
Chiquita Sede centrale (Europa) a Etoy, Svizzera

Chiquita Brands International Sàrl (in precedenza Boston Fruit Company e United Fruit Company) è un'impresa svizzera con sede a Etoy, nel Canton Vaud, in Svizzera e Fort Lauderdale, negli Stati Uniti. Si occupa di produzione e commercializzazione di banane e altri prodotti alimentari con i marchi Chiquita e Fresh Express.

## Storia

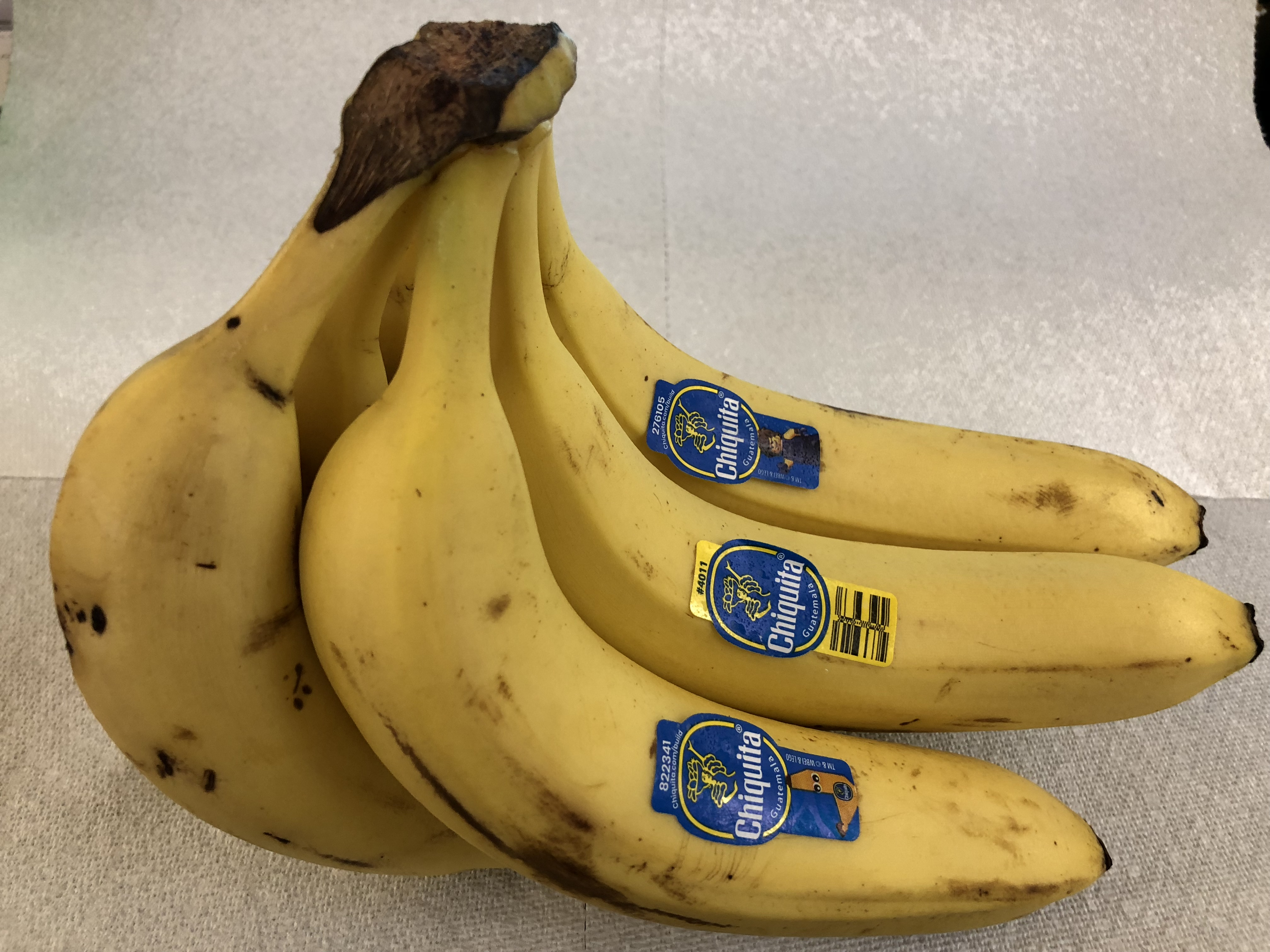
Banane Chiquita

La storia della Chiquita Brands International ha inizio nel 1870 quando il capitano navale Lorenzo Dow Baker acquistò centosessanta caschi di banane in Giamaica rivendendoli a Jersey City undici giorni dopo. Nel 1873 lo sviluppatore della ferrovia centro-americana Minor C. Keith incominciò a sperimentare la produzione di banane in Costa Rica. Più tardi, piantò banani lungo una ferrovia della Costa Rica per fornire entrate alla ferrovia.
Nel 1900, un anno dopo, la United Fruit Company pubblicò il suo primo rapporto annuale agli azionisti e fu quotata per la prima volta alla Borsa di New York nel 1903. Nel 1930, la flotta della compagnia (la famosa Grande Flotta Bianca) crebbe fino a novantacinque navi.
Poco ortodossi furono anche i metodi di sfruttamento del lavoro applicati agli operai che lavoravano nelle piantagioni, i quali più volte si rivoltarono contro la United per tentare di ottenere salari più alti e condizioni di vita migliori. La società, dal canto suo, non si piegò mai, come dimostrato dall'episodio avvenuto in Colombia nella città di Cienaga Magdalena il 6 dicembre 1928. Questo episodio è noto alla storia della Colombia come il Masacre de las Bananeras (massacro delle bananiere). Gabriel García Márquez descrive nel suo romanzo Cent'anni di solitudine migliaia di lavoratori morti. Tuttavia, questo numero non è mai stato confermato e lo stesso García Márquez ha affermato di averlo esagerato.
Nel 1929 la United Fruit Company, alla morte di Keith, venne acquisita da Samuel Zemurray, direttore della Cuyamel Fruit Company. Dopo la seconda guerra mondiale, la società divenne uno strumento impiegato dalla CIA per tenere sotto controllo i governi sudamericani e impedire il diffondersi del comunismo. Di rilievo furono il ruolo della società nel colpo di Stato in Guatemala del 1954 e l'appoggio finanziario e materiale (fornendo loro aerei aziendali da usare per svolgere l'attacco) ai controrivoluzionari cubani coinvolti nell'Invasione della baia dei Porci del 1961.
Nel 1973 la compagnia introdusse le prime navi container refrigerate per il trasporto di banane tra l'America Latina e il Texas. La società cambiò ufficialmente il proprio nome in Chiquita Brands International nel 1990 per approfittare del riconoscimento del marchio a livello mondiale.
Nel 2014 è stato annunciato che la Chiquita aveva avviato le procedure per un processo di fusione complesso e costoso con la Fyffes: la società originata sarebbe stata la più grande azienda agroalimentare del mondo, superando la Dole Food Company. Tuttavia, a causa di una situazione complessa, tale fusione non ha funzionato. La Chiquita, invece, è stata acquistata per 682 milioni di dollari dalla Cutrale, una società brasiliana di succhi di frutta, e dal fondo di investimento del Gruppo Safra.

## Logo
Nel 1944 viene introdotto per la prima volta il nome Chiquita. Nel 1947 viene registrato come marchio d'impresa negli Stati Uniti. Nasce Miss Chiquita, la banana animata, frutto della matita di Dik Browne. È del 1963 l'idea di "marchiare" con una piccola etichetta ogni singola banana e nel 1967 approdano in Europa le prime banane con il bollino. Nel 1986 avviene, per opera di Oscar Grillo, il cambiamento definitivo del personaggio raffigurato sul logo e la banana animata si trasforma in donna.

## Controversie

### Finanziamento della guerriglia colombiana

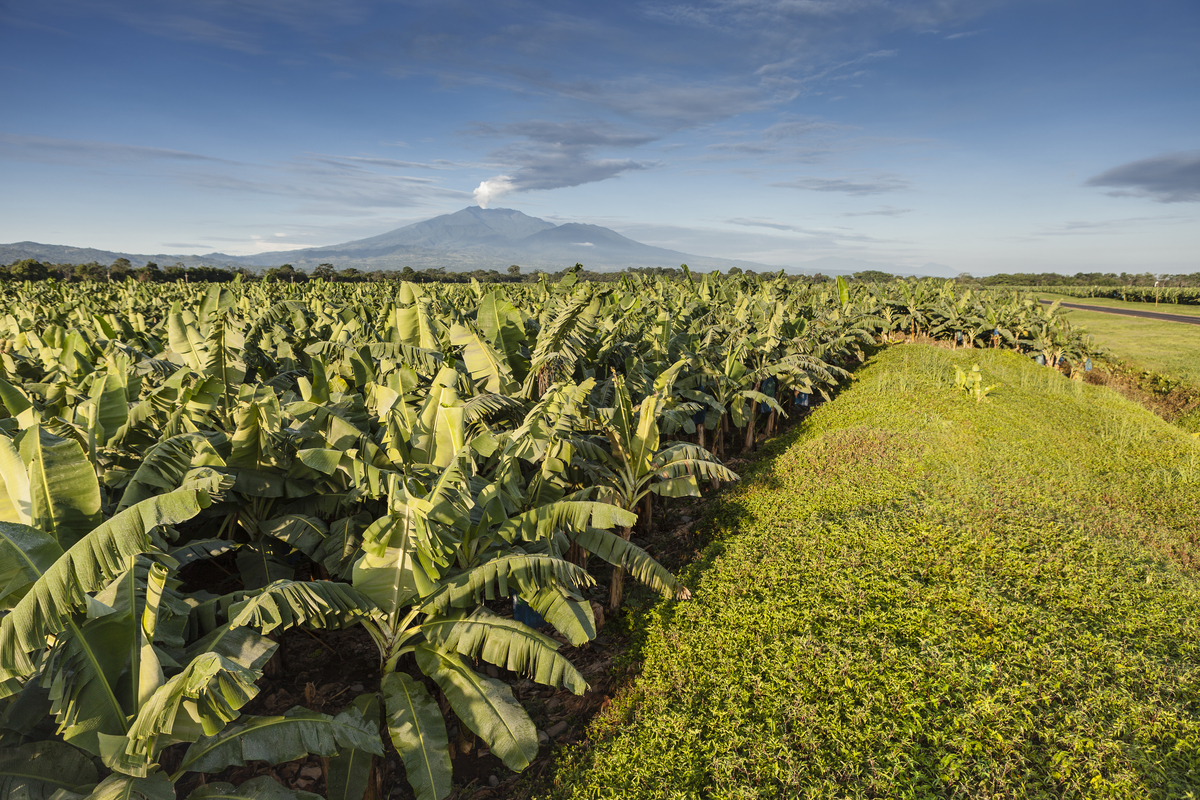
Piantagione di banane Chiquita in Costa Rica. Sullo sfondo il vulcano Turrialba.

Negli anni '90 e all'inizio del 2000, la Chiquita e altre società internazionali hanno dovuto far fronte a una situazione politica instabile in Colombia. A quel tempo, era pratica comune per i gruppi paramilitari puntare alle imprese per estorcere e terrorizzare il popolo colombiano attraverso rapimenti e omicidi. Poiché la situazione della sicurezza nelle campagne ha continuato a deteriorarsi negli anni '90 e nel XXI secolo, è diventato sempre più difficile proteggere i dipendenti e l'azienda ha deciso di effettuare pagamenti di protezione per salvaguardare la propria forza lavoro.
Nel 2001, il Dipartimento di Giustizia degli Stati Uniti ha creato una legge che proibiva i pagamenti delle società statunitensi a organizzazioni terroristiche straniere. Date tali circostanze, i pagamenti della Chiquita ora violavano una legge statunitense e creavano un dilemma morale e legale su vasta scala. La compagnia poteva smettere di effettuare i pagamenti, rispettando la legge, ma mettendo a repentaglio la vita dei propri dipendenti, o continuare a mettere al primo posto la sicurezza dei dipendenti e delle loro famiglie, ma infrangere la legge.
La Chiquita ha deciso di collaborare con il Dipartimento di Giustizia degli Stati Uniti e ha divulgato volontariamente i fatti e la situazione nel 2003.
Nel 2007, la Chiquita è stata accusata di aver pagato un milione e 700.000 dollari ai guerriglieri dell'Autodifesa Unita della Colombia, un'organizzazione paramilitare di estrema destra fondata da Salvatore Mancuso Gómez, che si occupava anche di traffico di stupefacenti, prostituzione minorile e corruzione. L'azienda conferma il pagamento, fatto per salvaguardare i lavoratori dell'azienda che altrimenti rischiano rapine e furti.
Il 25 giugno 2024 l'ex comandante del Bloque Bananero delle AUC Everth Veloza, ora in carcere, afferma che tutte le aziende produttrici di banane, pagavano per reprimere i lavoratori delle campagne, al fine di evitare la costituzione di sindacati, attuando una lotta violenta contro gli operai che subivano forti pressioni e repressione mediante minacce, violenza, rappresaglia, torture e rapimenti. Elementi emersi anche nel recente processo.

### Il colpo di Stato in Guatemala
Nel 1953 l'azienda prendeva il nome di "United Fruit Company", e i principali azionisti erano i fratelli John Foster Dulles, Segretario di Stato degli Stati Uniti e Allen Dulles, direttore della CIA, che possedevano vaste piantagioni di banane in Guatemala, nel Centro America. Per decenni la United Fruit aveva controllato il paese mediante dittatori corrotti, era riconosciuta come la "Repubblica delle banane". Ma nel 1951 fu eletto presidente un giovane ufficiale, il colonnello Jacobo Arbenz Guzmán, il quale promise di liberare il paese dal controllo della United Fruit, mettendosi contro il segretario di stato americano e il capo della CIA. Quello stesso anno annunciò che il governo avrebbe confiscato molte delle terre della compagnia. Si trattò di una mossa molto popolare, ma un disastro per la United Fruit Company, Dulles assunse il consulente di relazioni pubbliche Edward Bernays per liberarsi di Arbenz. Egli comprese che il da farsi era di cambiare l'immagine di un governo eletto in modo democratico dal popolo che stava facendo delle buone cose per il paese, nell'immagine di un paese troppo vicino alle coste americane e che rappresentava una minaccia per la democrazia americana.
Essendo il periodo della Guerra fredda, con gli americani sensibili al "pericolo rosso", e a ciò che i comunisti potevano fare, Bernays trasformò queste dichiarazioni in una questione di minaccia comunista vicino alle proprie coste. Fece uscire l'attività commerciale della United Fruit dal quadro, e rese il tutto una questione di minaccia ai valori della democrazia americana. In realtà Arbenz era un socialista democratico senza alcun legame con Mosca, ma Bernays macchinò per renderlo una minaccia comunista. Organizzò un viaggio in Guatemala per influenti giornalisti americani. Pochi di questi sapevano qualcosa del Guatemala e della sua politica. Bernays li fece divertire e poi li fece incontrare con alcuni selezionati politici del luogo, i quali riferirono che Arbenz era un comunista controllato da Mosca. Durante la visita ci furono anche violente dimostrazioni anti-americane nella capitale. Molti di coloro che lavoravano per la United Fruit erano convinti che la cosa era stata organizzata da Bernays stesso. Quest'ultimo negli Stati Uniti creò anche una finta agenzia di stampa indipendente, la "Middle America Information Bureau", la quale bombardò il pubblico americano con la notizia che Mosca intendeva usare il Guatemala come testa di ponte per attaccare gli Stati Uniti. Tutto ciò sortì l'effetto desiderato:
Bernays portò la minaccia agli Stati Uniti dietro l'angolo, il Guatemala. Per la prima volta gli americani videro il comunismo a 3.000 chilometri da New Orleans. Bernays riuscì a far credere agli americani che ci fosse un avamposto sovietico dietro casa loro.
Ma Bernays non stava solo cercando di bloccare il regime di Arbenz. Questo era solo parte di un complotto segreto: il presidente Eisenhower era d'accordo sul fatto che il regime di Arbenz dovesse capitolare, ma non apertamente. Allen Welsh Dulles incaricò la CIA di organizzare un colpo di Stato. In collaborazione con la United Fruit, la CIA addestrò e armò un esercito di ribelli e trovò un nuovo leader, il colonnello Carlos Castillo Armas. L'agente della CIA incaricato di ciò era Howard Hunt, in seguito coinvolto nel tentativo fallito di invasione dell'isola di Cuba, nell'assassinio di Kennedy e nello Scandalo Watergate.
(Howard Hunt)
Mentre i piloti della CIA, deviata dai suoi compiti istituzionali, scaricavano bombe su Città del Guatemala, Edward Bernays portava avanti la sua campagna sulla stampa americana. Stava preparando la popolazione americana a vedere questi fatti come la liberazione del Guatemala da parte di liberi combattenti per la democrazia. Egli sapeva bene che il colpo di Stato sarebbe avvenuto quando le condizioni nel pubblico e nella stampa l'avessero permesso, ed egli creò tali condizioni. In definitiva egli falsificava la realtà, dandole una forma antidemocratica confondendo le idee all'opinione pubblica. Il 27 giugno del 1954 il colonnello Arbenz lasciò il paese e Armas arrivò come nuovo leader. Entro pochi mesi il vicepresidente Richard Nixon visitò il Guatemala. In una messinscena allestita dal dipartimento PR della United Fruit, gli furono mostrati mucchi di libri e opuscoli marxisti, prodotti dalla CIA e trovati, fu detto, nel palazzo presidenziale.
(Richard Nixon)

### Sensibilità ecologica
Nel 1992, la Chiquita è diventata la prima grande compagnia di banane ad accettare di collaborare con la Rainforest Alliance. Nel 1994 sono state certificate le prime due aziende agricole Chiquita. Nel 2000, la Chiquita ha adottato un nuovo codice di condotta che includeva lo standard di lavoro SA8000 della Social Accountability International. Sempre nel 2000, la Chiquita ha ottenuto la certificazione Rainforest Alliance per pratiche ecologiche sul 100% delle sue aziende. Nel 2001, la Walmart ha nominato Chiquita "Fornitore ambientale dell'anno".